# Experimentele Hershey-Chase

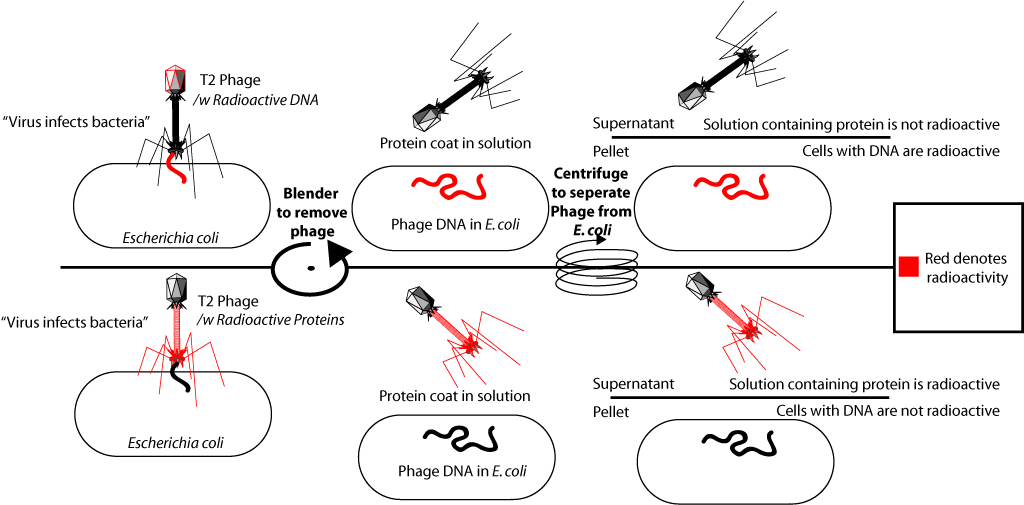
Experimentele Hershey-Chase

Experimentele Hershey-Chase au reprezentat o serie de experimente efectuate în 1952 de către Alfred Hershey și Martha Chase, și care au confirmat că ADN-ul este material genetic, ceea ce fusese demonstrat de experimentul Avery-MacLeod-McCarty în 1944. Deși ADN-ul era cunoscut biologilor încă din 1869, multă vreme s-a crezut că proteinele sunt purtătorii informațiilor ereditare.
Hershey și Chase și-au efectuat experimenetele pe bacteriofagul T2, un virus a cărui structură fusese recent relevată cu ajutorul microscoapelor electronice. Bacteriofagul constă doar dintr-un înveliș de proteine ce conține materialul genetic. Virusul infectează o bacterie atacându-i membrana exterioară și injectându-și materialul genetic, determinând mecanismul genetic al bacteriei să producă și mai multe virusuri, lăsându-și învelișul golit atașat de bacterie.

Structura generală a bacteriofagului T2

Într-un prim experiment, s-a etichetat ADN-ul bacteriofagilor cu izotopul radioactiv fosfor-32 (elementul fosfor este prezent în ADN dar absent din oricare din cei 20 de aminoacizi din care sunt formate proteinele). S-a permis apoi bacteriofagilor să infecteze bacterii E. coli, apoi s-au înlăturat învelișurile proteice de pe celulele infectate cu un blender și o centrifugă. S-a observat că izotopul radioactiv a rămas vizibil doar în celulele bacteriene și nu și în învelișul proteic.
Într-un al doilea experiment, s-au etichetat virusurile cu izotopul radioactiv sulf-35 (sulful este prezent în aminoacizii cisteină și metionină, dar nu și în ADN) și s-a efectuat aceeași secvență de pași. După separare, materialul radioactiv a fost găsit în învelișurile proteice, dar nu și în bacteriile infectate, confirmând că materialul genetic care infectează bacteriile este ADN-ul.
Hershey a primit în 1969 o parte din Premiul Nobel pentru Fiziologie sau Medicină pentru „descoperirile privind mecanismul de replicare și structura genetică a virusurilor.”